# Ludwigsburg (huyện)
Ludwigsburg là một huyện (Landkreis) ở giữa bang Baden-Württemberg, Đức. Các huyện giáp ranh (từ phía bắc theo chiều kim đồng hồ): Heilbronn, Rems-Murr, thành phố Stuttgart, các huyện Böblingen và Enz.
Sông chính ở huyện này là Neckar, chia huyện này thành hai phần tây lớn hơn và đông nhỏ hơn.

## Xã và đô thị
| Thị trấn | Xã |
| --- | --- |
| 1. Asperg 2. Besigheim 3. Bietigheim-Bissingen 4. Bönnigheim 5. Ditzingen 6. Freiberg am Neckar 7. Gerlingen 8. Großbottwar 9. Korntal-Münchingen 10. Kornwestheim 11. Ludwigsburg 12. Marbach am Neckar 13. Markgröningen 14. Oberriexingen 15. Remseck 16. Sachsenheim 17. Steinheim an der Murr 18. Vaihingen an der Enz | 1. Affalterbach 2. Benningen am Neckar 3. Eberdingen 4. Erdmannhausen 5. Erligheim 6. Freudental 7. Gemmrigheim 8. Hemmingen 9. Hessigheim 10. Ingersheim 11. Kirchheim am Neckar 12. Löchgau 13. Möglingen 14. Mundelsheim 15. Murr 16. Oberstenfeld 17. Pleidelsheim 18. Schwieberdingen 19. Sersheim 20. Tamm 21. Walheim |